# Torneo de Bangkok 2010
El Torneo de Bangkok es un evento de tenis que se disputa en Bangkok, Tailandia,  se juega entre el 27 de septiembre y el 3 de octubre de 2010.

## Campeones
- Individuales masculinos:  Guillermo García-López derrota a   Jarkko Nieminen, 6–4, 3–6, 6–4.

- Dobles masculinos:  Christopher Kas /  Viktor Troicki  derrotan a  Jonathan Erlich /  Jürgen Melzer, 6–4, 6–4.